# Zucchero di cocco

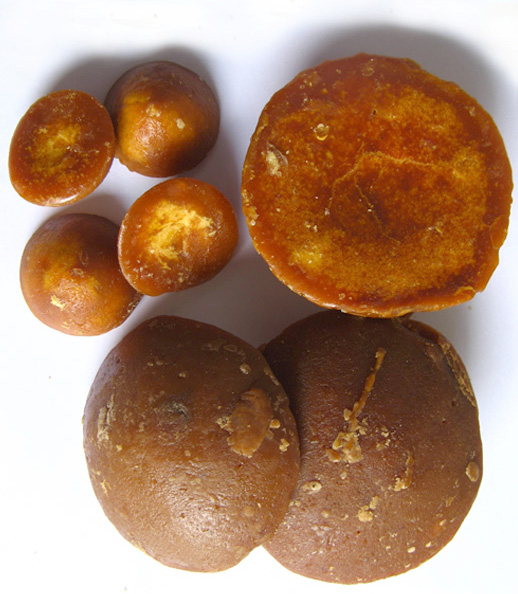
Zucchero di cocco

Lo zucchero di cocco o zucchero di palma da cocco è un tipo di zucchero di palma ricavato dalla linfa del fiore della palma da cocco. Quando è solido, si presenta sotto forma di cristalli o granuli che possono venire compattati in blocchi.

## Produzione
La produzione dello zucchero di cocco è un processo che si compone di due fasi principali. La prima consiste nell'effettuare un taglio sullo spadice del fiore affinché la linfa fuoriesca e venga lasciata colare in appositi contenitori di bambù. Il liquido assume diversi nomi a seconda della nazione in cui viene preparato lo zucchero: in Indonesia è chiamato neera o nira, nello Sri Lanka toddy, in Thailandia maprau e nel Nord Africa lagbi. La seconda fase consiste nel lasciar bollire la linfa estratta in grandi wok al fine di far evaporare l'umidità della linfa, che è composta dall'80% di acqua. Con il trascorrere del tempo, la linfa diviene uno sciroppo sempre più denso. Se viene lasciato cuocere ulteriormente, lo zucchero diviene solido e può assumere la forma di granuli, cristalli od ottenere una consistenza pastosa. Il caratteristico colore marrone dello zucchero è dovuto al processo di caramellizzazione a cui è stato sottoposto.

## Uso culinario

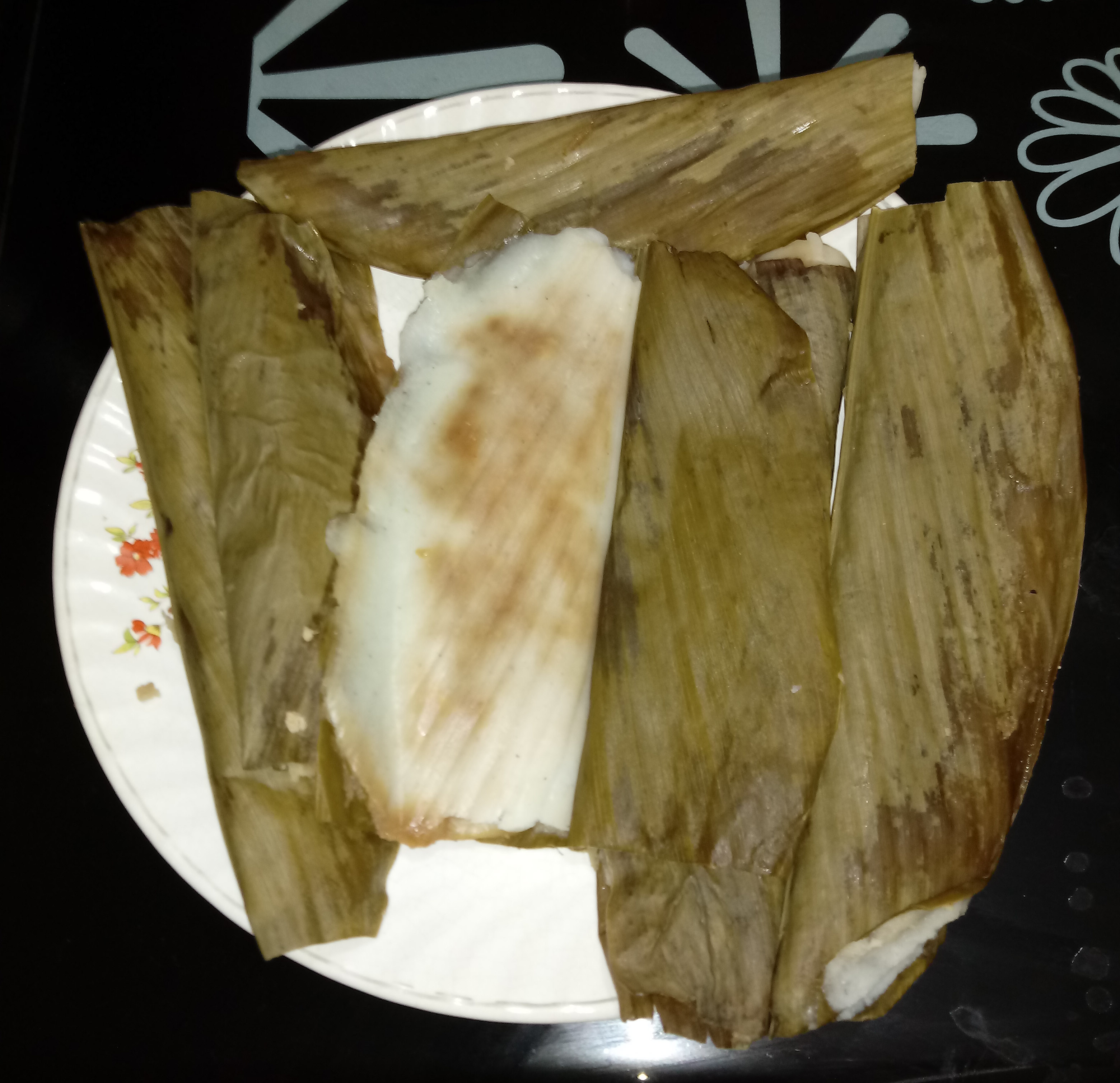
Il patoleo, esempio di piatto a base di zucchero di cocco

Nella cucina indonesiana, lo zucchero di cocco è chiamato gula jawa ("zucchero giavanese") o gula merah ("zucchero rosso"), mentre il termine gula aren si riferisce esclusivamente allo zucchero prodotto  dalla palma aren. Lo zucchero di palma da cocco viene usato per preparare vari alimenti indonesiani, tra cui il kecap manis (una tipica salsa di soia dolce), o per il dendeng (una preparazione per la carne).
Nel sud-est asiatico, viene preparato lo zucchero di palma, conosciuto come gula melaka (ovvero "zucchero di Malacca", che prende il nome dall'omonima regione malaysia da cui avrebbe avuto origine) che viene ricavato dalle palme da cocco o, più raramente, da altre palme. Lo zucchero di palma è un ingrediente usato perlopiù per la preparazione di piatti dolci e torte, ma non mancano alcune ricette salate in cui viene impiegato.

## Caratteristiche
Lo zucchero di cocco ha un sapore simile a quello dello zucchero di canna ma, a differenza di quest'ultimo, è leggermente meno dolce e ha sapore lievemente caramellato. Tuttavia, poiché lo zucchero di cocco non è molto elaborato, il colore, la dolcezza e il sapore possono variare a seconda delle specie di cocco utilizzate, del periodo dell'anno in cui è stato raccolto, del luogo di provenienza e/o del modo in cui è stata lavorata la linfa. Lo zucchero di cocco non ha significativi benefici nutrizionali o sulla salute rispetto ad altri dolcificanti.